# Grégoire Puel
Grégoire Puel (* 20. Februar 1992 in Nizza) ist ein französischer ehemaliger Fußballspieler.

## Vereinskarriere
Puel wurde im Alter von zehn Jahren in die Jugendabteilung des Profiklubs OSC Lille aufgenommen, bei dem er Ende des Jahres 2008 erstmals den Sprung in die Reservemannschaft erreichte. Nachdem er im Verlauf der Spielzeit 2009/10 regelmäßig für diese aufgelaufen war, wurde er am Saisonende von Lilles Erstligakonkurrenten Olympique Lyon abgeworben, trat dort allerdings ebenfalls in der zweiten Auswahl an. Zuletzt spielte der Rechtsverteidiger selbst in dieser keine Rolle mehr, sodass er 2012 den Verein verlassen musste.
Er verblieb ein halbes Jahr ohne Arbeitgeber, ehe ihn der Erstligist OGC Nizza im Januar 2013 verpflichtete. Dort traf er auf seinen Vater Claude Puel, der bei Nizza das Traineramt ausführte. Als Ersatz für den Haitianer Romain Genevois gab er am 16. Februar 2013 sein Erstliga- und Profidebüt, als er beim 1:0 gegen den SC Bastia über die vollen 90 Minuten auf dem Platz stand; fortan folgten regelmäßige Einsätze von Beginn an, sofern sein Konkurrent nicht in der Elf stand. Im Juli 2015 wurde sein Vertrag bei den Südfranzosen aufgelöst.

## Nationalmannschaft
Nach seinem Wechsel zu Nizza wurde Puel in der Vorbereitung auf die U-20-WM 2013 in die französische U-20-Auswahl und damit erstmals in eine Jugendnationalmannschaft seines Landes berufen. Er debütierte am 30. Mai 2013 bei einem 1:0 gegen die DR Kongo und ließ dem vier Tage darauf einen weiteren Einsatz folgen.